# 最後一戰：光環傳奇
《最後一戰：光環傳奇》是一部2010年動畫短片合集，由七部長約十至二十分鐘的日本动画組成，內容採用科幻遊戲《最後一戰》系列的世界觀。該片由微软旗下的343 Industries主導，华纳兄弟負責發行。動畫由五家日本動畫工作室製作，分別為STUDIO 4℃、Production I.G、Casio Entertainment、东映动画和BONES。日本動畫導演押井守與荒牧伸志擔任該片的創意總監。華納兄弟家庭娛樂於2010年2月16日在美國發行DVD和藍光光碟。

## 製作背景
《最後一戰：光環傳奇》由343 Industries（2024年改名為Halo Studio）與電影發行商华纳兄弟合力製作，前者是微软為了掌握整個《最後一戰》系列的發展而成立的分部。該片的源起可以追溯到2006年時Bungie與漫威漫畫的合作企劃《最後一戰視覺文學》，在那之後，內部團隊開始討論要以類似的模式發展日本動畫作品。343 Industries的創意總監法蘭克·歐康納（Frank O'Connor）表示，他的初衷是想要將小一點的故事以一種不同於遊戲與小說的媒介呈現，藝術風格也要不同，他認為日本動畫會是天作之合，而且以電影來敘事比遊戲敘事更直接且容易。
為了呈現《最後一戰》充滿多樣性的故事，歐康納在與團隊討論後，選擇以合集的形式製作，與《最後一戰視覺文學》一樣由不同的創作者來詮釋不同的故事。343 Industries接洽的動畫工作室大多都處於能接案的狀態，據歐康納的說法，最終參與的動畫工作室幾乎都是他們最初鎖定的「夢幻團隊」，只有一家除外。參與該片的工作室包含STUDIO 4℃、Production I.G、Casio Entertainment、东映动画和BONES。J-Spec Pictures的喬瑟夫·周（Joseph Chou）擔任該片的製片人，押井守與荒牧伸志擔任創意總監。
343 Industries參與該片甚深。因為聘來的動畫工作室不太敢自創故事（即便他們熟知《最後一戰》系列），343 Industries為他們創作了可能派得上用場的故事大綱。雙方也密切討論新加入的元素或角色是否適合，因為《最後一戰》的世界觀將受其影響。343 Industries還致力於確保故事細節正確，例如片中出現的外骨骼裝甲符合正傳描述，原型（Prototype）中出現的裝甲原型也在短篇小說集《最後一戰：進化》（Halo: Evolutions，2009年）提到過。不過動畫工作室在呈現手法上得到很大空間的自由，歐康納表示，他相信《最後一戰》宇宙的觀感在不同美術風格中也能維持如一。在構思故事和風格的階段，動畫工作室得到授權，可取得並參考《最後一戰》的故事典籍和美術資源。

## 分集內容
部分集數最初在《最後一戰》官網Halo Waypoint上釋出，供該網站的付費會員搶先觀賞。
| 標題                 | 工作室              | 導演                                              | Halo Waypoint釋出日期                                                                              | 正片長度                          |
| -------------------- | ------------------- | ------------------------------------------------- | -------------------------------------------------------------------------------------------------- | --------------------------------- |
| 保姆 The Babysitter  | STUDIO 4℃           | 菅野利之（Toshiyuki Kanno）                       | 2009年11月7日（正片） 2009年11月14日（幕後花絮）                                                   | 17分45秒                          |
| 決鬥 The Duel        | Production I.G      | 山崎浩司（Hiroshi Yamazaki）                      | 2009年11月21日（正片） 2009年11月28日（幕後花絮）                                                  | 16分3秒                           |
| 包裹 The Package     | Casio Entertainment | 荒牧伸志（Shinji Aramaki）                        | 2009年12月5日（上半） 2009年12月12日（幕後花絮） 2009年12月19日（下半） 2009年12月26日（幕後花絮） | 14分8秒                           |
| 起源 Origins         | Studio 4°C          | 二村秀樹（Hideki Futamura）                       | 2010年1月2日（上半） 2010年1月9日（幕後花絮）                                                      | 10分38秒（上半） 12分26秒（下半） |
| 回家 Homecoming      | Production I.G      | 澤井幸次（Koji Sawai）                            | 未提前釋出                                                                                         | 15分51秒                          |
| 原型 Prototype       | BONES               | 村木靖（Yasushi Muraki） 京田知己（Tomoki Kyoda） | 未提前釋出                                                                                         | 13分31秒                          |
| 與眾不同 Odd One Out | 东映动画            | 西尾大介（Daisuke Nishio）                        | 未提前釋出                                                                                         | 13分31秒                          |

家用媒體版的集數排列次序如下：
1. 起源Ⅰ（Origins Ⅰ）
2. 起源Ⅱ（Origins Ⅱ）
3. 決鬥（The Duel）
4. 回家（Homecoming）
5. 與眾不同（Odd One Out）
6. 原型（Prototype）
7. 保姆（The Babysitter）
8. 包裹（The Package）

## 發行與迴響
2009年7月21日，《最後一戰：光環傳奇》的消息在圣地亚哥国际漫画展上首度公開。2009年11月5日，新的《最後一戰》官網Halo Waypoint上線，並於隨後的兩個月內每週釋出該片的相關內容。2010年2月10日，該片的美國首映禮在旧金山的AMC Metreon舉行。該片的影碟原定於2010年2月9日上市，但後來延後一週至2月16日，由華納兄弟家庭娛樂負責發行。影碟以三種形式販售：僅收錄所有集數的標準版DVD、附有隨片講評的雙碟特別版DVD，以及藍光光碟。藍光光碟內含特別版DVD的所有特別收錄，以及《最後一戰》故事線的簡要介紹。該片的原聲帶由Sumthing Distribution發行於2010年2月9日。
IGN英國版的奧蘭多·帕菲特（Orlando Parfit）寫道，將《最後一戰》與日本動畫結合看似奇怪，但他認為：「《最後一戰：光環傳奇》是融合兩個宇宙的一次成功嘗試，或許有點品質參差，但對足夠熱愛Bungie的那款開創性射擊遊戲的人來說，該片算得上是非看不可。」IGN美國版的辛蒂·懷特（Cindy White）與克里斯多福·蒙菲特（Christopher Monfette）表示，這些短片「整體而言能被科幻迷所接受的程度令人驚奇」，整部合集「很值得」花時間看。《Game Informer》的麥特·米勒（Matt Miller）指出，《最後一戰：光環傳奇》會吸引喜愛《最後一戰》系列故事的粉絲，對在乎多人玩法的人則不會。
根據Rentrak與《家用媒體雜誌》的銷量數據，《最後一戰：光環傳奇》的DVD和藍光光碟在美國上市首週分別登上第二名和第四名。該片在日本首週也有排名第七的成績。隔週，該片在美國落至DVD銷量榜第十名，藍光光碟榜則在前二十名。根據The Numbers，《最後一戰：光環傳奇》在首週賣出16萬8千張DVD，相當於賺進256萬美元；至2025年為止，該片銷售額已達1178萬美元。

## 備註
1. ↑  原文：

## 外部連結
- 官方网站
- 互联网电影数据库（IMDb）上《Halo Legends》的资料（英文）
- 最後一戰：光環傳奇在動畫新聞網的百科全书中的资料